# Орден Заслуг pro Merito Melitensi
Благородный орден Заслуг pro Merito Melitensi Суверенного военного Мальтийского ордена учрежден в 1920 году для награждения за заслуги перед Мальтийским орденом. Ордена могут быть удостоены, в основном, лица, не являющиеся членами Мальтийского ордена, вне зависимости от их вероисповедания. Награждение этим орденом не влечёт за собой автоматического принятия в члены Мальтийского ордена.

## Порядок награждения
Награждения орденом Заслуг pro Merito Melitensi производятся указами Верховного совета и собственным решением (motu proprio) Великого магистра Мальтийского ордена.
Награждения осуществляются три раза в год: 2 февраля (Сретение Господне), 24 июня (Рождество Иоанна Крестителя, покровителя Мальтийского ордена) и 13 октября (день памяти Жерара Благословенного, основателя Мальтийского ордена). Исключением являются награждения motu proprio и награждения официальных лиц Мальтийского ордена, заканчивающих исполнение своих обязанностей в ордене. Эти награждения могут осуществляться в любое время.
Указы о награждениях вносятся в Главный регистр указов, а подробности награждений даются в Свитке наград. Известия о награждениях публикуются в Официальном бюллетене Мальтийского ордена.

## Знаки ордена

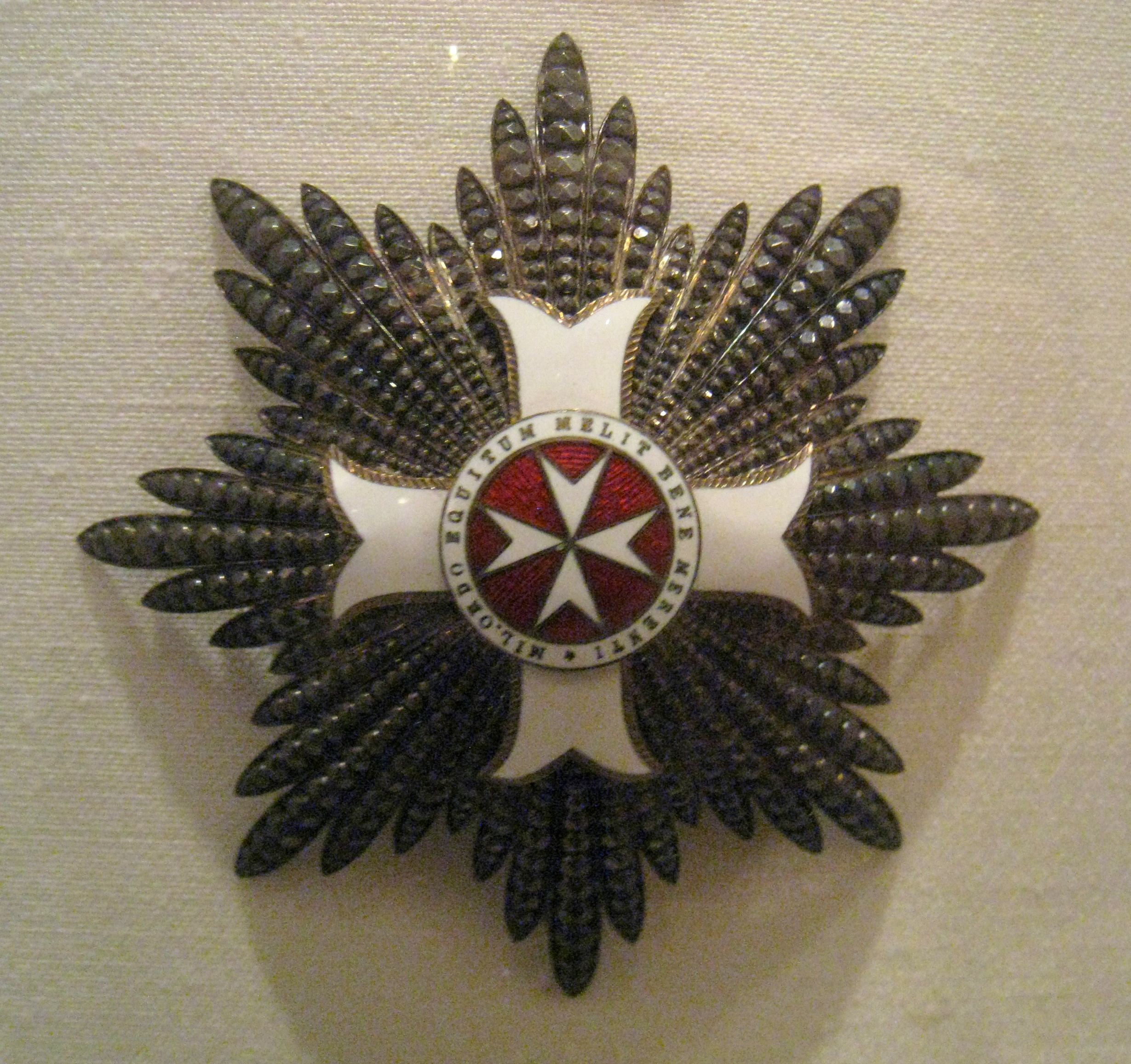
Звезда Большого креста

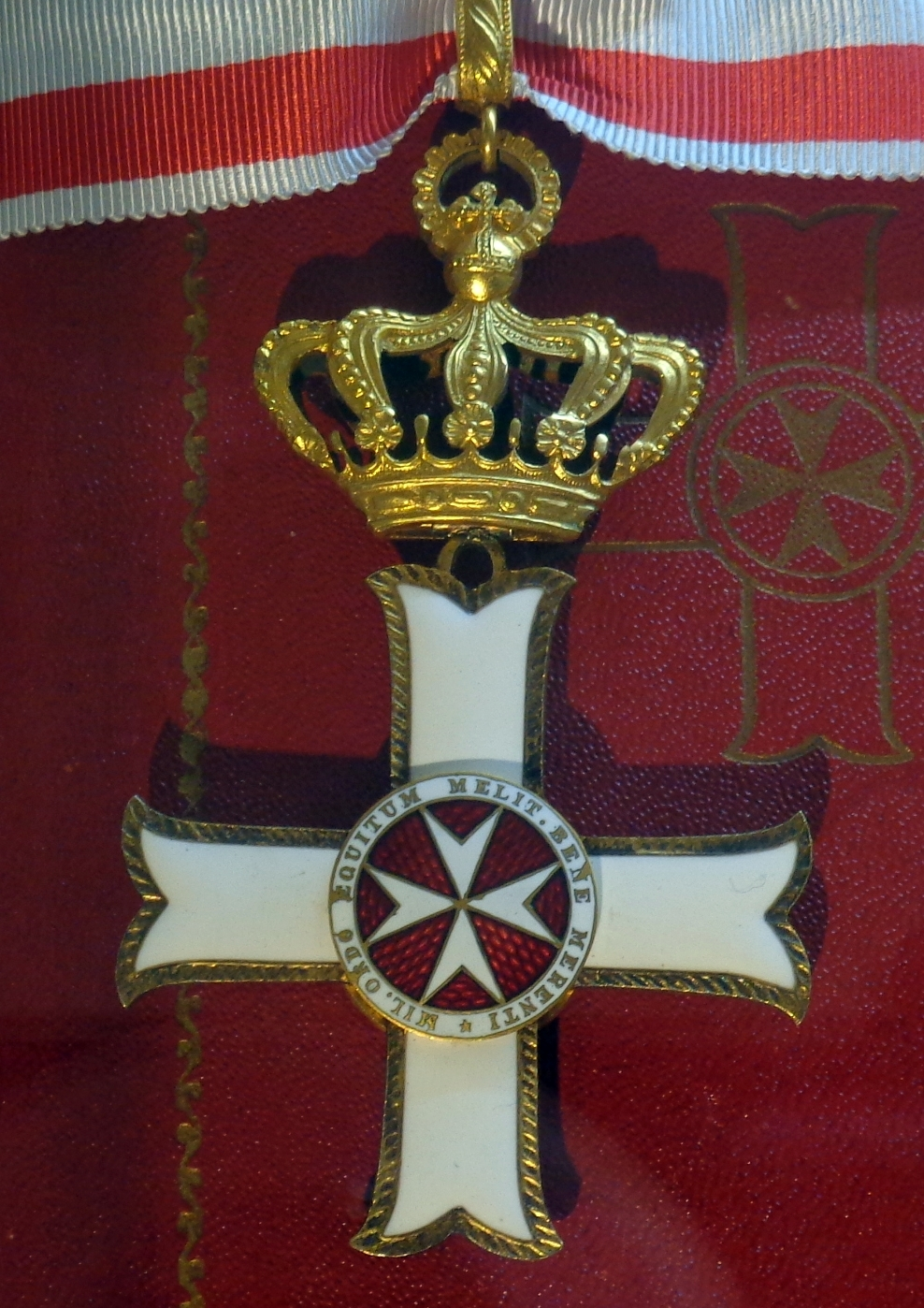
Знак великого офицера

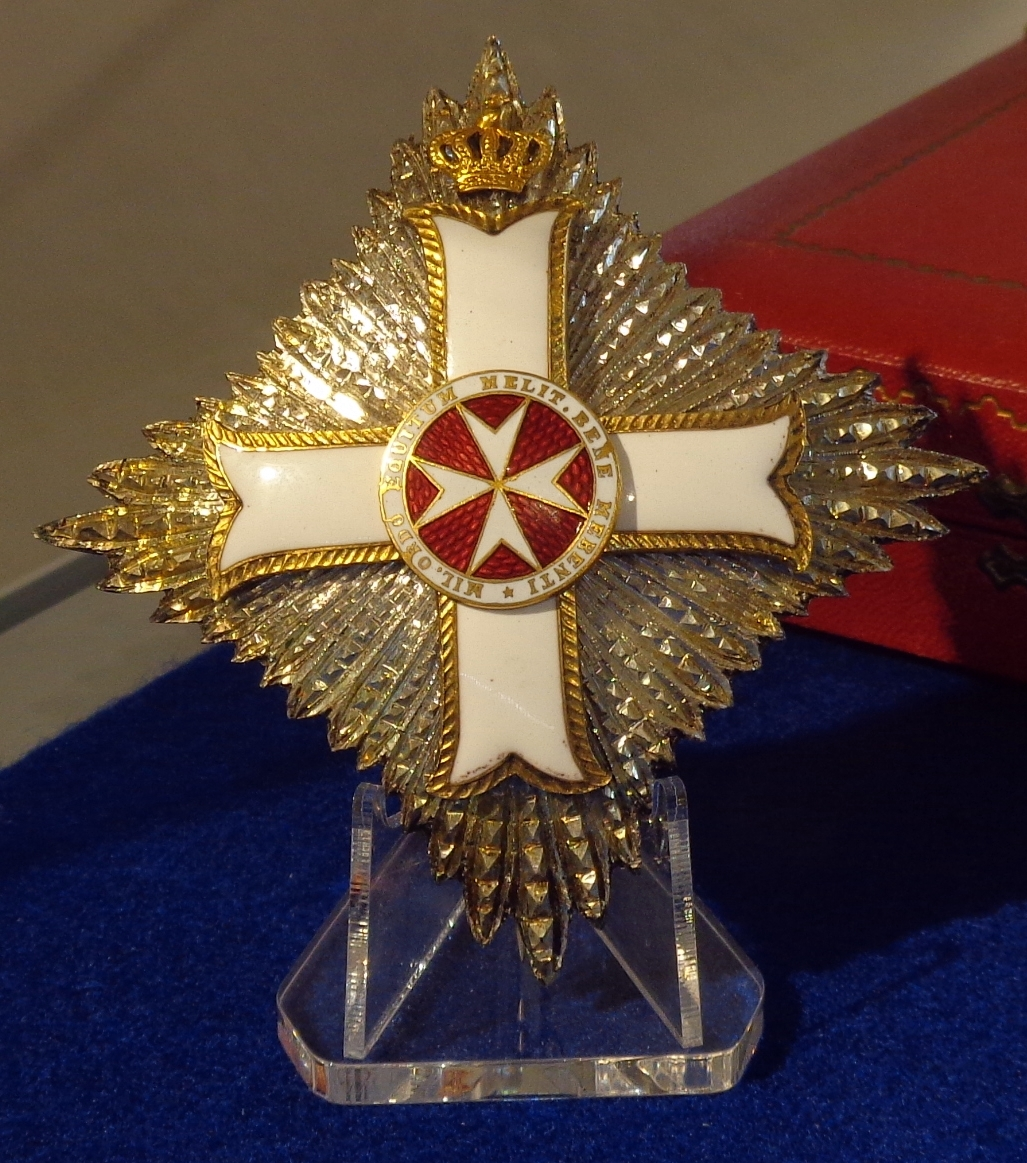
Звезда великого офицера

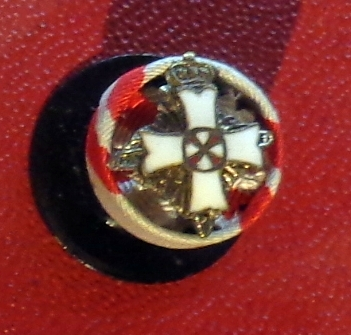
Розетка великого офицера для повседневного ношения

Орден Заслуг pro Merito Melitensi состоит из трёх классов:
- Цепь (Воротник, il Collare)
- Крест (la Croce)
- Медаль (la Medaglia)

### Цепь ордена
Состоит из одной степени и подразделяется на два дивизиона: военный (с мечами) и гражданский. В основном служит для награждения глав государств.
Знаки: цепь, крест с короной, восьмиконечная золотая звезда.
Знаки для повседневного ношения: миниатюрная звезда ордена на ленте, планка или розетка из орденской ленты с миниатюрным изображением звезды ордена.

### Крест ордена
Делится на несколько степеней и подразделяется на четыре дивизиона: военный, гражданский, для дам и для священнослужителей.

#### Военный дивизион
- Специальная степень Большого креста с мечами pro Merito Melitensi

Знаки: крест с короной и мечами на широкой ленте через плечо, восьмиконечная золотая звезда с наложенным крестом.
- Большой крест с мечами pro Merito Melitensi

Знаки: крест с короной и мечами на широкой ленте через плечо, восьмиконечная серебряная звезда с наложенным крестом.
- Великий офицер с мечами pro Merito Melitensi

Знаки: крест с короной и мечами на ленте на шее, четырёхконечная серебряная звезда с наложенным крестом.
- Командор с мечами pro Merito Melitensi

Знаки: крест с короной и мечами на ленте на шее.
- Офицер с мечами pro Merito Melitensi

Знаки: крест с мечами, носимый на груди на узкой ленте с наложенным гербом Мальтийского ордена.
- Крест с мечами pro Merito Melitensi

Знаки: крест с мечами, носимый на груди на узкой ленте.

#### Гражданский дивизион
- Специальная степень Большого креста pro Merito Melitensi
- Большой крест pro Merito Melitensi
- Великий офицер pro Merito Melitensi
- Командор pro Merito Melitensi
- Офицер pro Merito Melitensi
- Крест pro Merito Melitensi

Знаки всех степеней аналогичны знакам военного дивизиона, но без мечей.

#### Для дам
- Специальная степень Большого креста pro Merito Melitensi
- Большой крест pro Merito Melitensi
- Крест pro Merito Melitensi с Знаком
- Крест pro Merito Melitensi с Короной
- Крест pro Merito Melitensi с Гербом
- Крест pro Merito Melitensi

Знаки всех степеней аналогичны знакам гражданского дивизиона, но звёзды меньшего размера.

#### Для священнослужителей
- Большой крест pro Piis Meritis Melitensi

Знаки: крест с короной на широкой ленте на шее.
- Крест pro Piis Meritis Melitensi

Знаки: крест с короной, носимый на груди на узкой ленте.

### Медаль ордена
Делится на три степени (золотая, серебряная и бронзовая) и подразделяется на три дивизиона: военный (с мечами), гражданский и для дам.
Золотая медаль предназначена для тех, кто оказал услуги Мальтийскому ордену, сопряжённые с риском для жизни.

### Лента ордена и медали
Каждому дивизиону ордена присвоена своя лента:
Военный дивизион — лента красная с белыми полосами по краям.
| Военный дивизион (с мечами) |               |                                     |
| Кавалер                     | Офицер        | Командор                            |
| Великий офицер              | Большой крест | Специальная степень Большого креста |
|                             | Цепь          |                                     |

Гражданский дивизион и для дам — лента белая с красными полосами по краям.
| Гражданский дивизион |               |                                     |
| Кавалер              | Офицер        | Командор                            |
| Великий офицер       | Большой крест | Специальная степень Большого креста |
|                      | Цепь          |                                     |

Для священнослужителей — лента чёрная с узкими красными полосками по краям.
| Nastri |               |
| Крест  | Большой крест |

Медаль для военных:
| Медаль для военных (с мечами) |                   |                |
| Бронзовая медаль              | Серебряная медаль | Золотая медаль |

Медаль для гражданских лиц:
| Медаль для гражданских лиц |                   |                |
| Бронзовая медаль           | Серебряная медаль | Золотая медаль |